# Головной обтекатель

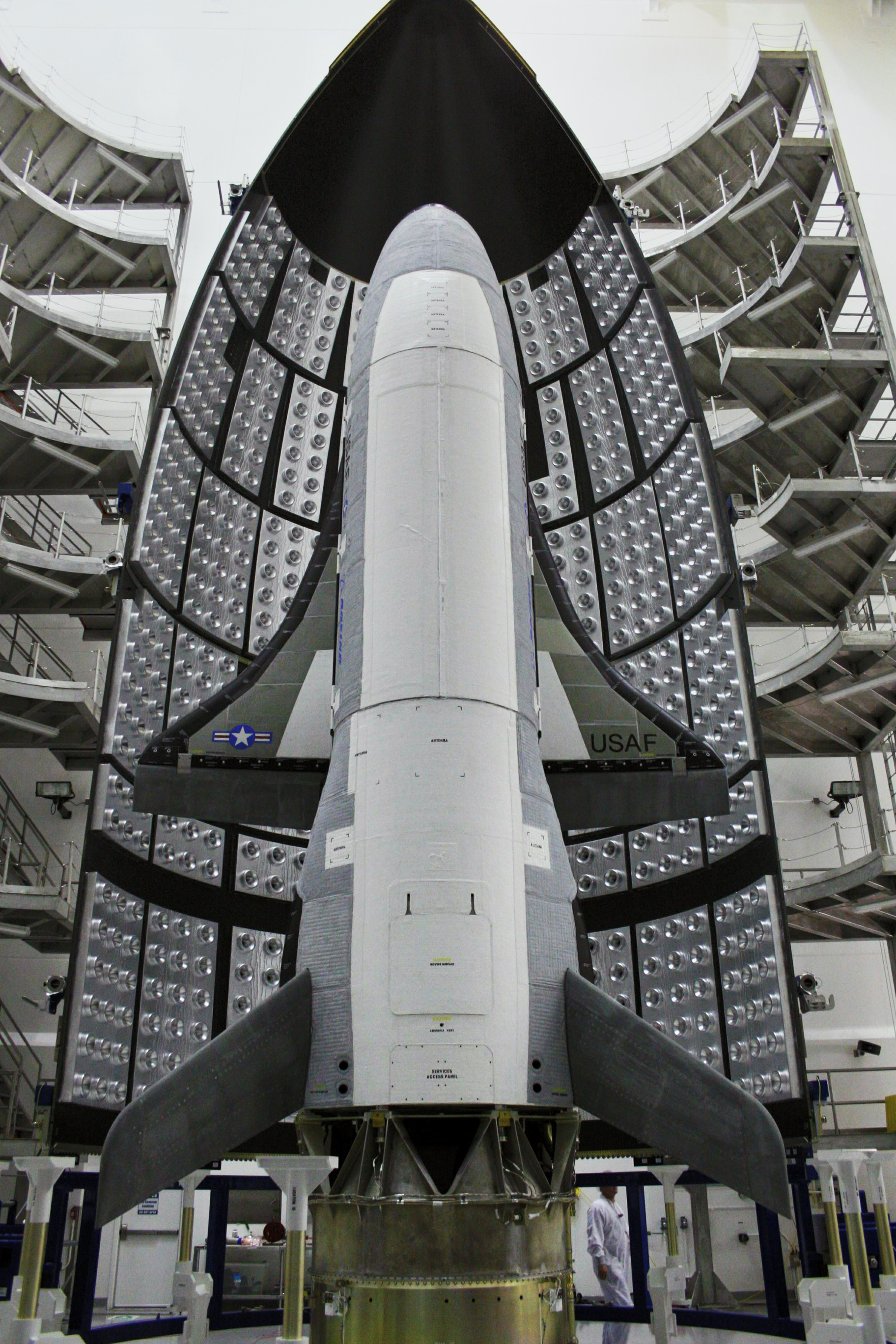
Установка головного обтекателя ракеты-носителя Атлас-5 на космический аппарат Boeing X-37

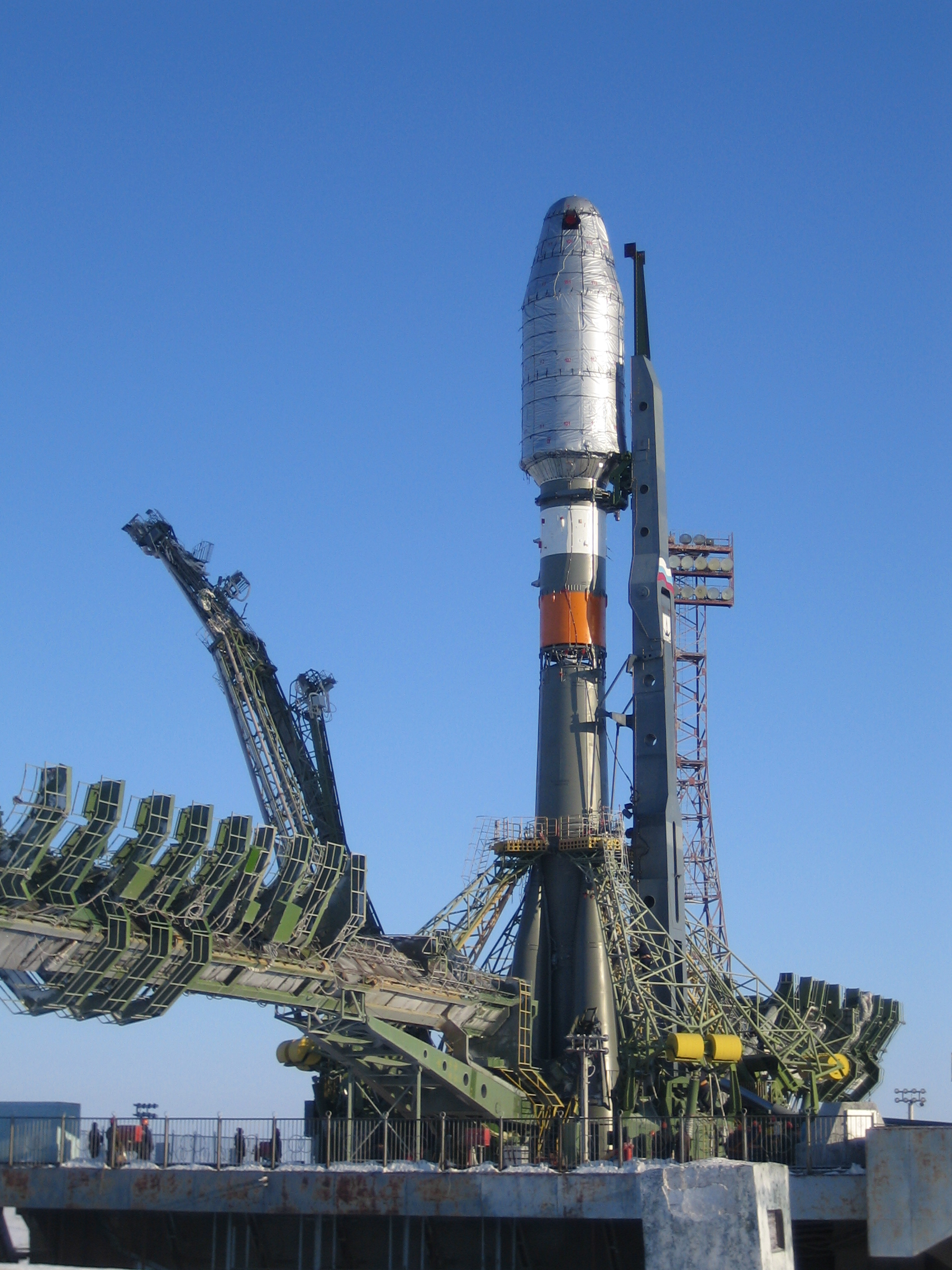
РН «Союз-2» с «надкалиберным» головным обтекателем

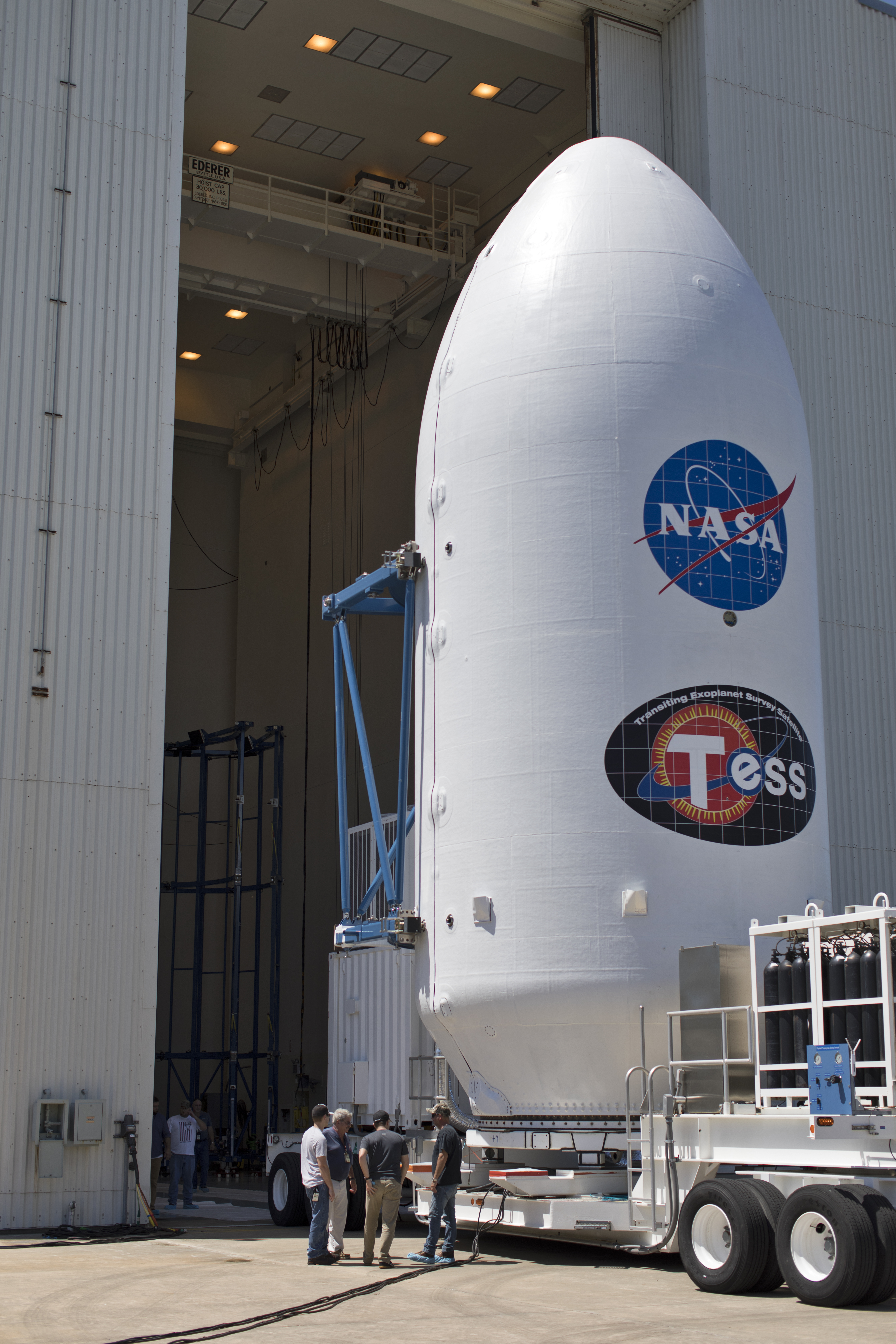
Многоразовый двустворчатый обтекатель производства SpaceX перед запуском миссии TESS

Головной обтекатель — часть конструкции ракеты-носителя, предназначенная для защиты полезной нагрузки на участке выведения от возникающих при прохождении плотных слоёв атмосферы аэродинамических сил и тепловых воздействий. В отдельных случаях головной обтекатель может защищать не только полезную нагрузку, но и последнюю ступень носителя. Головной обтекатель входит в состав космической головной части, включающей защищаемые им один или несколько космических аппаратов со средствами отделения, переходной отсек и, возможно, разгонный блок. Ещё одной функцией головного обтекателя является защита космической головной части от внешних воздействий при транспортировке её на стартовый комплекс как автономно, так и в составе ракеты-носителя, а также во время нахождения на стартовом комплексе.

## Конструкция
Головной обтекатель является сложным высокотехнологичным изделием, которое должно сочетать минимально возможный вес с высокой прочностью и способностью выдерживать резкие перепады температуры, до сотен градусов в минуту. Для изготовления головных обтекателей используются алюминиевые сплавы и композитные материалы, конструктивно-силовые схемы обтекателей могут быть различными: на ранних этапах развития ракетной техники использовалась подкреплённая стрингерами клёпаная гладкая оболочка, впоследствии сменившаяся фрезерованной «вафельной», для современных ракет в основном создаются обтекатели с многослойными «сэндвичивыми» оболочками, включающими сотовый заполнитель и широко использующими полимерные композиционные материалы. Стоимость головных обтекателей современных ракет-носителей составляет от одного до нескольких миллионов долларов.

## Система сброса
Обязательным компонентом головного обтекателя является система его сброса после преодоления носителем плотных слоев атмосферы. При этом должна быть исключена возможность столкновения сбрасываемого обтекателя с полезной нагрузкой или носителем. Крупногабаритные обтекатели состоят из нескольких створок, раскрываемых перед их отделением и отводом, створки обтекателей небольших габаритов раскрываются одновременное с отделением. При малых возмущающих воздействиях на носитель применяется также схема «чулка», при которой выполненный в виде монолитной конструкции обтекатель сбрасывается и отводится от ракеты-носителя как целое, таким образом, например, сбрасывался обтекатель ракеты Р-7 в модификации «Спутник». При сбросе обтекателя удерживающие его замки открываются с помощью пироболтов, а для отделения и отвода используются пружинные или пневматические толкатели, а также установленные на створках обтекателя малые РДТТ.

## Габариты обтекателей
При создании современных головных обтекателей для ракет-носителей большое внимание уделяется их внутренним габаритам, где должна размещаться различная полезная нагрузка, которая может включать как крупногабаритные космические аппараты, так и десятки аппаратов сравнительно небольшого размера со средствами их отделения. При этом обтекатель должен сохранять аэродинамически выгодную форму. Это приводит к появлению «надкалиберных» головных обтекателей, диаметр которых может существенно превышать диаметр ступени ракеты-носителя, на которую устанавливается защищаемая обтекателем космическая головная часть. Такие обтекатели характерны, например, для ракет типа «Союз-2», «Ангара-А5», «Атлас-5», «Фалкон-9» и других. Для одного и того же носителя могут создаваться несколько типов головных обтекателей, позволяющих размещать под ними различные полезные нагрузки.

## Многократное использование
Головные обтекатели ракет-носителей являются, как правило, одноразовыми и разрушаются при падении на Землю после их сброса. Повторное использование достаточно дорогостоящих головных обтекателей может быть одним из способов повышения экономической эффективности ракет-носителей, а также позволит сократить районы падения отделяющихся частей ракет-носителей, что уменьшит затраты на содержание наземных служб. В 2017 году на носителе «Falcon 9» был проведен эксперимент по спасению головного обтекателя, створки которого были оснащены собственными тормозными двигателями и парашютной системой, в 2019 году, при запусках ракеты «Falcon Heavy», осуществлено мягкое приводнение створок головного обтекателя и перехват падающей створки обтекателя с помощью специально оборудованного судна, после чего началось повторное использование створок обтекателей на носителях этого семейства. На проектируемой частично многоразовой космической ракете «Neutron» компании Rocket Lab предусматривается оригинальная схема несбрасываемого головного обтекателя, интегрированного с первой ступенью. Вторая ступень этой ракеты вместе с установленной на ней полезной нагрузкой должна размещаться внутри обтекателя, створки которого раскрываются при разделении ступеней, после чего вновь закрываются и возвращаются на Землю вместе с первой ступенью для повторного использования. Рассматриваются схемы применения спасаемых головных обтекателей и на других типах носителей.

### Комментарии
1. ↑  В монолитных «вафельных» панелях тонкая оболочка и подкрепляющие её пересекающиеся рёбра жёсткости составляют единое целое.  Такие панели изготавливается из толстого алюминиевого листа с помощью механического или химического фрезерования или электрохимической обработки. Получающаяся структура внешне напоминает вафлю, откуда и получила своё название[4]